# Bezirksgemeinde Balvi
Die Bezirksgemeinde Balvi (lettisch Balvu novads) – wie alle Novadi Lettlands in rechtlichem Sinne eine Großgemeinde – liegt im Osten Lettlands in der historischen Landschaft Lettgallen. Ihr Verwaltungssitz ist in Balvi.
Die Bezirksgemeinde entstand im Rahmen einer Verwaltungsreform zum 1. Juli 2021 durch den Zusammenschluss des alten Bezirks Balvi mit den Bezirken Baltinava, Rugāji und Viļaka, sodass er dem Kreis Madona entspricht, der bis 2009 Bestand hatte.

## Geografie
Das Gebiet grenzt im Osten an Russland, im Südosten an die Bezirksgemeinde Ludza, im Süden an die Bezirksgemeinde Rēzekne, im Südwesten an die Bezirksgemeinde Madona, im Westen an die Bezirksgemeinde Gulbene und im Norden an die Bezirksgemeinde Alūksne.
Im Südwesten bildet die Aiviekste die Grenze zur Bezirksgemeinde Madona. Andere wichtige Flüsse sind die Bolupe im Westen und die Kūkova im Osten.

## Gliederung
Die Bezirksgemeinde umfasst die 2 Städte (pilsētas) Balvi und Viļaka sowie 19 Gemeinden (pagasti):
| - Baltinava - Balvi (Land) - Bērzkalne - Bērzpils - Briežuciems - Krišjāņi - Kubuli | - Kuprava - Lazdukalns - Lazduleja - Medņeva - Rugāji - Susāji - Šķilbēni | - Tilža - Vectilža - Vecumi - Vīksna - Žīguri |

## Verkehr
Keine der Staatlichen Hauptstraßen (Valsts galvenie autoceļi) verläuft durch den Bezirk, allerdings südöstlich im Bezirk Ludza die A13, die Litauen mit Daugavpils und Rēzekne Richtung Pskow in Russland verbindet und Teil der Europastraße 262 ist. Die Petersburg-Warschauer Eisenbahn verläuft entlang der russischen Grenze.

## Nachweise
1. ↑  Law on Administrative Territories and Populated Areas, likumi.lt, abgerufen am 23. September 2021